# نسيج العنكبوت (فلم أمريكي 2023)
نسيج العنكبوت (بالإنجليزية: Cobweb) هو فيلم رعب أمريكي قادم من إخراج صموئيل بودين في أول ظهور له. أدرج سيناريو كريس توماس ديفلين في القائمة السوداء لعام 2018. من النجوم وودي نورمان، أنتوني ستار، ليزي كابلان وكليوباترا كولمان.
من المقرر أن يتم إصدار نسيج العنكبوت في مسارح محدودة من قبل شركة ليونزغيت في الولايات المتحدة في 21 يوليو 2023.

## طاقم التمثيل
- وودي نورمان بدور بيتر.
- أنتوني ستار بدور مارك.
- ليزي كابلان بدور كارول.
- كليوباترا كولمان بدور ملكة جمال ديفاين.

## الإطلاق
من المقرر أن يتم إصدار الفيلم بشكل محدود بواسطة ليونزغيت في الولايات المتحدة في 21 يوليو 2023.